# Wereldkampioenschappen zeilwagenrijden 1987
De wereldkampioenschappen zeilwagenrijden 1987 waren door de Internationale Vereniging voor Zeilwagensport (FISLY) georganiseerde kampioenschappen voor zeilwagenracers. De 4e editie van de wereldkampioenschappen vond plaats in het Britse Lytham St Annes. Het was tevens de 25e editie van de Europese kampioenschappen.

## Uitslagen
| klasse   | Goud                   | Zilver           | Brons       |
| -------- | ---------------------- | ---------------- | ----------- |
| Klasse 2 | Henri Demuysere        | Pascal Demuysere | Jan Monzer  |
| Klasse 3 | Bertrand Lambert       | Jan Vercammen    | Hervé Jamin |
| Klasse 5 | Jean-Philippe Krischer | Gilles Rault     | Michel Jacq |

1975 ·
1980 ·
1981 ·
1987 ·
1993 ·
1998 ·
2000 ·
2002 ·
2004 ·
2006 ·
2008 ·
2010 ·
2012 ·
2014 ·
2018 ·
2020
1963 ·
1964 ·
1965 ·
1966 ·
1967 ·
1968 ·
1969 ·
1970 ·
1971 ·
1972 ·
1973 ·
1974 ·
1975 ·
1976 ·
1977 ·
1978 ·
1979 ·
1980 ·
1981 ·
1982 ·
1983 ·
1984 ·
1985 ·
1986 ·
1987 ·
1988 ·
1989 ·
1990 ·
1991 ·
1992 ·
1993 ·
1994 ·
1995 ·
1996 ·
1997 ·
1998 ·
1999 ·
2000 ·
2001 ·
2002 ·
2003 ·
2004 ·
2005 ·
2006 ·
2007 ·
2009 ·
2010 ·
2011 ·
2013 ·
2015 ·
2016 ·
2017 ·
2019 ·
2020 ·